# 周俟松
周俟松（1901年—1995年），女，湖南湘潭人。是现代著名学者许地山的第二任夫人。父亲为晚清诗人周大烈，家中排行第六。1916年考入天津直隶第一女子师范学校，并参与1919年的五四运动。1928年与许地山相识，两人迅速坠入爱河，于1929年结婚，婚后生有一子一女。